# Xian de Quanzhou
Pour les articles homonymes, voir Quanzhou (homonymie).
Le xian de Quanzhou (全州县 ; pinyin : Quánzhōu Xiàn) est un district administratif de la région autonome du Guangxi en Chine. Il est placé sous la juridiction de la ville-préfecture de Guilin.

## Démographie
La population du district était de 803 495 habitants en 2010.